# Amputáció

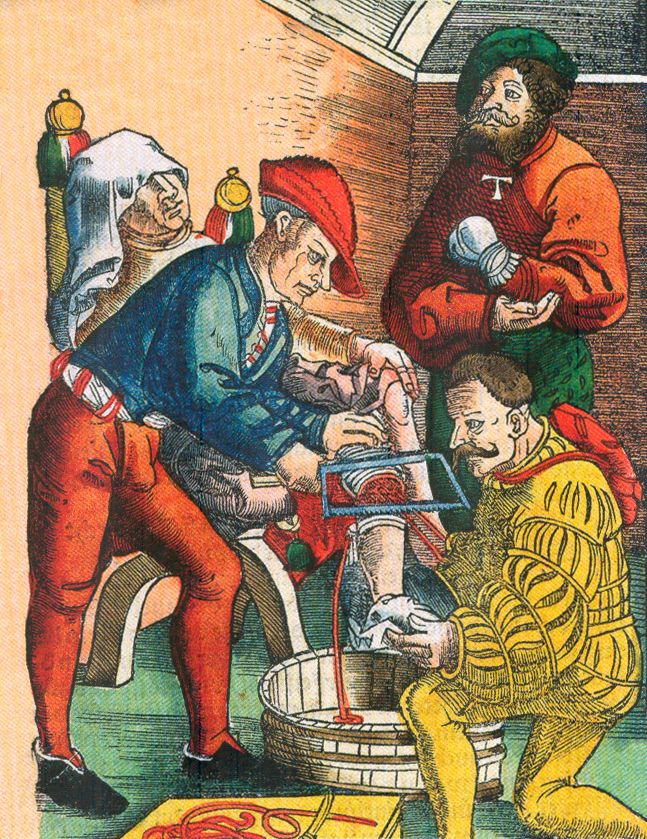
Amputálás 1540-ben

Az amputáció egy végtag elvesztését jelenti. Lehet baleset vagy sebészeti beavatkozás következménye. A megrövidített végtagot csonknak nevezzük. A jó csonk fájdalommentes és jól terhelhető, ami fontos a művégtag viselésnél. Megkülönböztetünk kis (pl. ujj) és nagy (pl. láb) amputációt. A nagy amputációknál az amputálás helyét is jelzik, térd alatt vagy felett, illetve könyök alatt vagy felett. A műtét után az amputált páciens hosszabb-rövidebb kórházi ellátásra szorul. Egy ujj amputálása után még aznap hazamehet, egy kar esetében pár nap, míg egy láb esetén 1-2 hét kórházi ellátás szükséges. Az amputáció pszichésen is megterheli a pácienst, de ez egyénenként eltérő. Megfelelően végzett amputáció után általában lehetséges a protézis (művégtag) viselése.
Októl függően előfordulhat, hogy a levágott testrész visszaültethető. Ha nem, akkor a test egy másik részéből lehet átültetni vagy művégtagot viselni, mivel az emlősök végtagjai nem nőnek vissza.
A tervezett amputáció sokszor elkerülhető mofettafürdővel, hiperbárkamrával, az érsebészet módszereivel, cukorbetegek esetén koleszterincsökkentéssel.

## Sebészeti beavatkozással

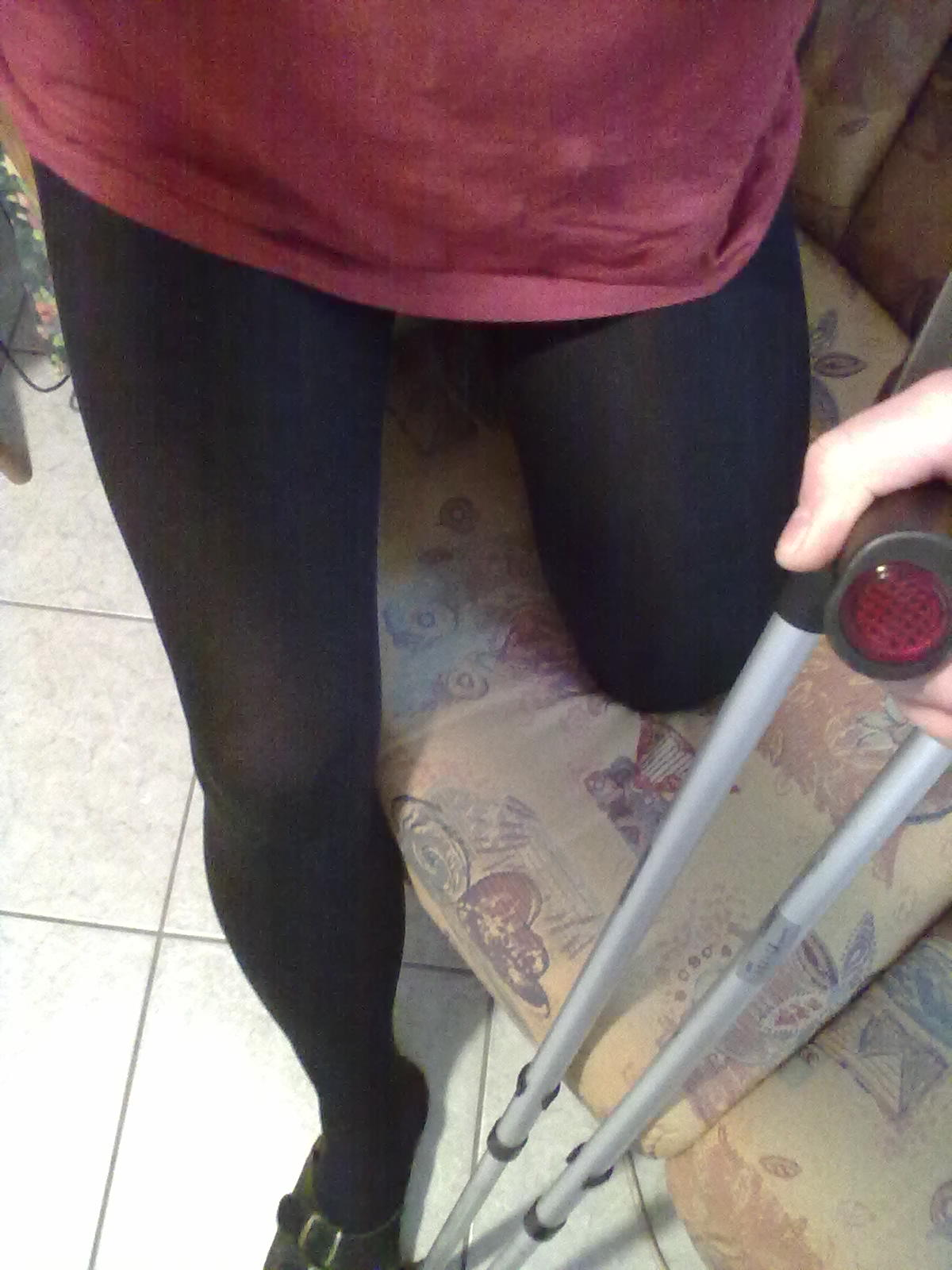
Bal oldali combamputáció

Orvosi okok miatt akkor végeznek amputációt, ha az érintett testrész nem gyógyítható, vagy a beteg életét másként nem lehet megmenteni.

### Baleseti amputáció
A mentők is végeznek amputációt, ha a sérült egyik végtagja beszorult, életveszélyben van, és másként nem menthető ki. Ekkor a műtétet már a helyszínen elvégzik. A közlekedési balesetekben a technikai mentés fejlettsége miatt csak nagyon ritkán kerül sor amputációra.
A sérülés miatt fontos véredények szakadhatnak el, ami életveszélyes vérzést okoz. A sérült ellátásának az erek elkötése a legelső lépése. Ezután következik eszméletlenség esetén a stabil oldalfekvés, a lélegeztetés, és az újjáélesztés. Ezek mellett kezelni kell a sokkot, és csillapítani a fájdalmat.
A leválasztott testrészt csíramentesen, szárazon, és lehetőleg hidegen kell tartani. Ügyelni kell arra, hogy ne érintkezzen jéggel, mert az a testrész elfagyáshoz vezethet. A becsomagolt amputátumot az elsősegélyt nyújtó még egyszer becsomagolja egy hideg vízzel vagy jéggel töltött zsákba. A levágott testrészt a kórházban tisztítják meg. Ha a levált testrészt csak egy bőrdarab tartja a sérültön, akkor nem szabad leválasztani, mert a bőrdarabon át kap egy minimális vérellátást.

### Tervezett amputáció
A tervezett amputáció egyik fő oka a Büerger-kór, ami a hajszálereket támadja meg. Az amputációt többnyire a negyedik stádium teszi szükségessé, amikor is a fekélyek vérmérgezéssel fenyegetnek, és a többi módszer nem sikeres. Kivételesen amputálnak a harmadik stádiumban is, ha az állandó fájdalommal szemben a testrész elvesztése jelenti a kisebbik rosszat.
Az amputáció magasságát az orvosok a vérellátottság és a protézis viselésére való alkalmasság alapján döntik el. Ez a lábon többnyire egy tenyérrel a térd fölé vagy alá esik. A kar amputálása ebben a betegségben ritka.
A tervezett amputáció másik fő oka a cukorbetegség. Itt többnyire úgy végzik a beavatkozást, hogy minél több egészséges rész maradjon. Végső eszközkét térd alatt, vagy fölött is amputálnak.
Az első két okhoz képest a baleset miatti amputációk ritkák. Ilyenkor igyekeznek minél többet megmenteni az adott testrészből. Jó esetben még a levágott darabok is visszaültethetők, de a kezelhetetlen sebfertőzések, az idegek, vagy véredények súlyos sérülése elkerülhetetlenné teszi az amputációt. Majdnem minden csonkhoz lehet művégtagot készíttetni.
Rosszindulatú daganatok is vezethetnek amputációhoz. Erre többnyire a csontrák és a lágy részek szarkómája miatt kerül sor. Elsősorban helyileg vágják ki a daganatot, majd belső protézisekkel pótolják a csontok folytonossági hiányát.

### Kivitelezése
Az izomzatot úgy alakítják, hogy körbevegye a megmaradt csontot. A biztos rögzítés érdekében az izmokat összevarrják, vagy a csontfúróval fúrt lyukak segítségével közvetlenül a csonthoz kötik őket. A fő idegeket szétválasztják és mélyen bedolgozzák, hogy megelőzzék a fantomfájdalmat és a neurómaképződést.
Az utókezelés elején a seb mielőbbi gyógyítására törekednek. Nem ritkán elfertőződik a seb, különösen, ha az amputáció egy betegség miatt vált szükségessé. Speciális kötéssel gondoskodnak arról, hogy a csonk alakja a művégtag viselésére megfelelő legyen. A seb gyógyulása és a duzzanat visszahúzódása után a csonkot csonkharisnyával látják el, ami egy, a csonkot tovább formáló elasztikus burok, és amire később a művégtag felölthető.

## Önamputáció
Bizonyos ritka esetekben, amikor egy személy csapdába kerül egy elhagyatott helyen, nincs birtokában kommunikációs eszköz, nincs remény hogy megtalálják, az áldozat amputálta saját végtagját:
- 2007-ben, a 66 éves Al Hill amputálta a lábát térd alatt bicskájával miután a lába beszorult egy kidőlt fa alá Kaliforniában.
- 2003-ban, a 27 éves Aron Ralston amputálta alkarját tompa bicskáját használva és önerejéből eltörte karja két csontját, miután a karja beszorult egy szikla alá, amikor Utah-ban kirándult.
- 2003-ban, egy ausztrál szénbányász amputálta saját karját egy Stanley késsel miután csapdába került, amikor a homlokrakodójával felborult három kilométerre a föld alatt.
- Az 1990-es években, egy rákhalász karja beszorult a csörlőbe viharban, és amputálnia kellett vállból, amint arról a The New Englander beszámolt.

A jakuza (japán maffia) tagjai jóvátehetnek egy durva hibát, ha egy ujjpercüket eltávolítják.

## Büntetésként egyes országokban
Az amputáció több korszakban és kultúrában is büntetésként szolgált, mint a testi fenyítés súlyosabb formája, mint a középkori Európában, így pl. I. István magyar király is alkalmazta ezt büntetésként. Ismeretes, hogy az iszlám vallásjog, a saría szerint a tolvaj kezét le kell vágni.
A 21. század elején az efféle büntetés majdnem kizárólagosan iszlám országokban maradt meg. A század első évtizedéből ismertek példák Iránból, Észak-Nigériából, és Szaúd-Arábiából. Szaúd-Arábiában az elítélt választhat, hogy a hóhér vágja-e le a kezet vagy lábat, vagy sebész távolítsa el. Ha a sebészt választja, akkor neki kell állnia a műtét költségeit.

## Története
Már az ókori egyiptomiak is végeztek amputációt 3000 évvel ezelőtt. A középső kőkorszaki barlangfestmények tanúsága szerint azonban Kr. e. 8000−6000 körül már ujjakat amputáltak, de nem ismert, hogy gyógyítás céljából vagy rituális okokból.
A 16. század közepén Ambroise Paré, francia sebész amputált először érlekötéssel, amivel a sebek kiégetését helyettesítette.

## Kongenitális amputáció
Akkor beszélünk kongenitális amputációról, ha a terhesség alatt az amnionburokból fehérjeszálak szakadnak ki, amik elszorítják a magzat vérkeringését, így születéskor egész testrészek hiányoznak.